# A Mulher de Todos
A mulher de todos é um filme brasileiro de 1969, do gênero comédia, dirigido por Rogério Sganzerla e com roteiro baseado em história de Egídio Eccio. É o segundo longa-metragem do diretor. O filme homenageia a chanchada e os primitivos pastelões estadunidenses. Em novembro de 2015 o filme entrou na lista feita pela Associação Brasileira de Críticos de Cinema (Abraccine) dos 100 melhores filmes brasileiros de todos os tempos.
O Cinema Marginal foi de enorme influência para confecção do filme “A Mulher de Todos”. As características comuns do movimento – estética do lixo, as narrativas rebeldes e os personagens revolucionários – permearam toda a história do filme. A protagonista, Ângela, é o exemplo perfeito desta influência. Sua irreverência, rebeldia e uso exacerbado do corpo andam em concomitância com os ideais e outros filmes do movimento, como “O Bandido da Luz Vermelha”, também dirigido por Rogério Sganzerla.
O filme é uma ode à liberdade feminina, quando pouco se falava sobre isso. O papel de Helena Ignez mudou o perfil de atuação de cinema no Brasil, trazendo uma forte presença da mulher para a obra. Foi pioneiro em influenciar atrizes em direção a uma espontaneidade maior, como a Adriana Prieto com Roberto Santos em Um Anjo Mau, onde ela usa muito essa violência feminina e Anecy Rocha com Walter Lima Jr. em A Lira do Delírio, que seguem por esse caminho.

## Sinopse
A ninfomaníaca Ângela Carne e Osso rompe com o seu último caso e passa o fim de semana na exótica Ilha dos Prazeres. Lá encontra o playboy Vampiro e o jovem Armando. Ambos são seduzidos por ela. Seu marido, o extravagante Doktor Plirtz, que não pôde acompanhá-la à Ilha dos Prazeres devido aos compromissos no escritório, contrata um detetive particular para comprovar a fidelidade da esposa. Exercendo total fascinação nos homens, Ângela consome-os à curtíssimo prazo, abandonando-os em seguida.

## Elenco e personagens
- Helena Ignez .... Ângela Carne e Osso
- Jô Soares .... Doktor Plirtz
- Stênio Garcia .... Flávio Azteca
- Paulo Villaça .... Ramon
- Antônio Pitanga .... Vampiro
- Renato Corrêa de Castro .... Pelenguinho
- Thelma Reston .... turista
- Abrahão Farc .... turista
- Sílvio de Campos Filho .... Rei dos Ratos
- J.C. Cardoso .... Armando
- Antônio Moreira .... carona
- José Agripino .... náufrago

## Recepção
O lançamento do filme durante a ditadura, época de repressão, não encaixou bem com o caráter rebelde do filme e sua personagem, o que trouxe controvérsia entre a crítica especializada. “Ao fazer a personagem eu não sentia o que ela provocou. Pra mim, foi uma surpresa, porque eu não me sentia erótica”, contou Helena Ignez. “O filme tem uma crueldade do momento, uma inteligência extraordinária, com uma graça que vem do humor”, acrescentou. 

### Principais prêmios e indicações
Festival de Brasília 1969
- Venceu nas categorias de melhor atriz (Helena Ignez) e melhor montagem.